# Hannibal Sehested (Politiker, 1842)

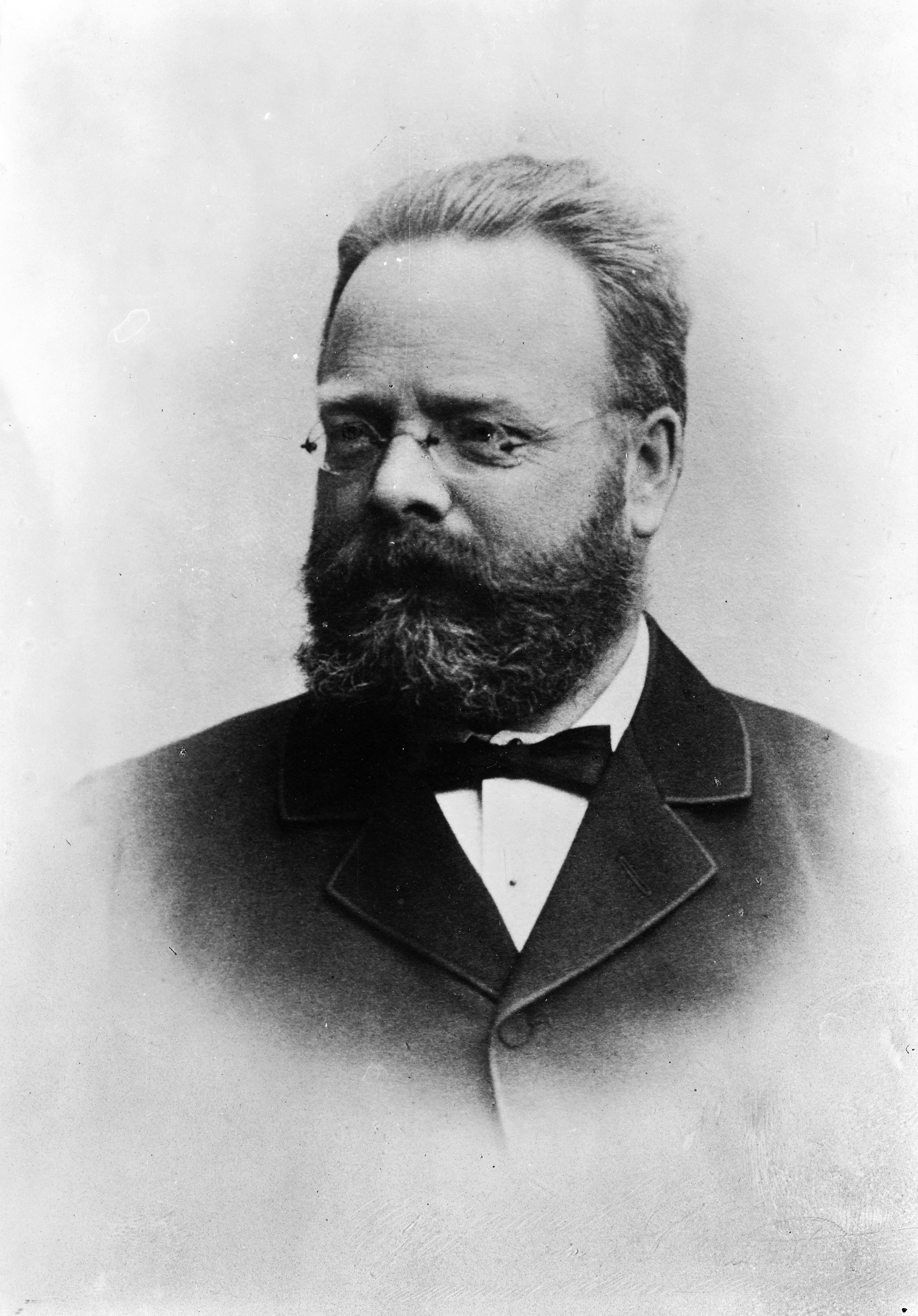
Hannibal Sehested

Hannibal Sehested (* 16. November 1842 auf Broholm; † 19. September 1924) war ein dänischer konservativer Politiker der Partei Højre (»Rechte«). Der adlige Gutsbesitzer war dänischer Konzeilspräsident (Ministerpräsident) und Außenminister vom 27. April 1900 bis zum 24. Juli 1901.

## Leben
Dem am 27. April 1900 neuberufenen konservativen Kabinett Sehested, dem, außer dem bisherigen Minister des Innern, Ludvig Bramsen, unter anderem Professor Carl Goos als Justiz- und Professor Hans William Scharling als Finanzminister angehörten, war nur ein kurzes Leben beschieden. Vergebens trat der Kronprinz Friedrich am 3. Juli zu Odense für einen engen Anschluss aller Konservativen an das Ministerium ein. Trotz des für die Regierung günstigen Wahlmodus wurden im September bei den Ergänzungswahlen zum Landsthing ausschließlich Anhänger der »Fronde« oder der Reformpartei der „Linken“ (Venstre, faktisch aber Liberale) gewählt, und sogar Estrup musste, um dem Landsthing auch fernerhin angehören zu können, seinen alten Wahlkreis mit einem der vom König zu vergebenden Mandate vertauschen. Demgemäß verlief die Reichstagssession 1900/1901 für das Kabinett ungünstig. Seine Steuerreformvorschläge stießen nicht nur beim Folkething, das den im Sommer von einem parlamentarischen Ausschuss ausgearbeiteten Steuervorlagen den Vorzug gab, sondern auch im Landsthing, wo am 23. November neun Abgeordnete offiziell aus dem Parteiverbande der Rechten austraten und sich zu einer besonderen Fraktion vereinigten, auf Widerstand, so dass die ganze Steuerreform scheiterte.
Dieser Niederlage folgte bald eine zweite, indem bei den Folkethingswahlen (3. April 1901) die Zahl der regierungsfreundlichen Konservativen, deren Mehrheit im Landsthing nur noch eine Stimme betrug, auf 8 (gegen 75 Anhänger der Reformpartei der Linken, 14 Sozialdemokraten, 2 »Wilde« und 15 Mitglieder der gemäßigten Linken) zusammenschmolz. Hiermit war das Schicksal der langjährigen konservativen Parteiherrschaft in D. besiegelt. Am 23. Juli berief der König Christian IX. unter dem Vorsitz von Professor Deuntzer ein ausschließlich aus Radikalen zusammengesetztes Kabinett.